# Sammlung Ludewig
Die Sammlung Ludewig ist eine Design-Sammlung des Berliner Sammlers Manfred Ludewig. Im Jahr 2010 wurde sie durch die Klassik Stiftung Weimar erworben. Die Sammlung umfasst über 1500 Objekte und Objektgruppen aus der Zeit ab 1780 bis ins späte 20. Jahrhundert aus Deutschland, Österreich, England, Frankreich, Italien, den Niederlanden, Japan, Skandinavien, der Schweiz und den USA.

## Die Sammlung
Ausgangspunkt der 40-jährigen Sammlungsgeschichte bildet der zufällige Fund eines  Stahlrohrsessels von Mies van der Rohe, den Ludewig während der 60er-Jahre auf dem Speicher seiner Studentenwohnung in einem Berliner Altbau machte. Diese Entdeckung führte den Architekturstudenten (auf Anraten seines Professors Wils Ebert, eines ehemaligen Bauhaus-Schülers) zum Thema Bauhaus und damit zu einem Faible für Objekte der modernen Wohn- und Industriekultur, in denen Technik, elementare Form und Funktionalität zu einem harmonischen Ganzen finden. Ludewig wurde Designsammler und war damit seiner Zeit voraus. Denn während Bauhausschüler und Bauhauspädagogik in den Jahrzehnten direkt nach dem Zweiten Weltkrieg zwar weltweit einflussreich war, mussten das Bauhaus und die Vorboten professioneller industrieller Gestaltung  als kulturelles Erbe wiederentdeckt werden.
Das Spektrum der Sammlung Ludewig reicht von Möbeln des frühen Biedermeier bis zu IKEA-Einrichtungsgegenständen, von modernen Braun-Haushaltsgeräten bis zu Messgeräten des frühen 18. Jahrhunderts, von exklusiven Entwürfen der Wegbereiter moderner Gestaltung um 1900 bis zu Beispielen materialgerechter Massenproduktion wie den Bugholzmöbeln der Gebrüder Thonet und den Glas- und Metallentwürfen von Wagenfeld oder den ersten Stapelstühlen aus Plastik, von Reisebesteck und Klappgarnituren des 19. Jahrhunderts bis zu einer Vespa aus den 1950er-Jahren.
Das Stahlrohrkonvolut bildet den Kern der umfangreichen Design-Sammlung, Der Wert dieser mehr als 30 Stahlrohrmöbel der 20er Jahre, die Ludewig zumeist aus erster Hand erwarb, ist inzwischen hoch anzusetzen. Neben den Stahlrohrmöbeln der Dessauer Bauhauszeit trug Manfred Ludewig weitere Objekte aus dem direkten Umfeld des Bauhauses, etwa mit De-Stijl-Möbeln und konstruktivistischen Arbeiten sowie mit Objekten, welche die parallele Entwicklung der Konsumindustrie belegen, vor allem im Bereich elektrischer Apparate, wie Radios und Lampen aus den 1920er und 1930er Jahren, zusammen.
Einen weiteren Schwerpunkt der Sammlung bilden die umfangreichen Konvolute des 19. Jahrhunderts, unter denen sich Möbel von Friedrich Gilly, Heinrich Carl Riedel, Karl Friedrich Schinkel, Edward William Godwin, Christopher Dresser, Charles Rennie Mackintosh und Richard Riemerschmid oder auch ein Velociped des Wagenbauers Pierre Michaux befinden, aber auch anonyme Gestaltung, wie ein Shaker-Schaukelstuhl, Gläser des späten 18. Jahrhunderts aus der Lauensteiner Glashütte, eine Kutsche (Einachser) aus den 1870er Jahren, große Gruppen Tischgeschirr, Haushaltsgeräte und Edelmetall sowie technische Präzisionsinstrumente und Handwerksgeräte, die die Verbindung von Gestaltung und Technik repräsentieren.
Die Liste der vertretenen Gestalter enthält Namen wie Peter Behrens, Jan Eisenloeffel, Josef Hoffmann, Archibald Knox, Adolf Loos, Koloman Moser, Adelbert Niemeyer, Joseph Maria Olbrich, Jutta Sika, Henry van de Velde, Otto Wagner, Frank Lloyd Wright, Herbert Bayer, Theodor Bogler, Marianne Brandt, Marcel Breuer, Erich Comeriner, Walter Gropius, El Lissitzky, Gebrüder Luckhardt, Gerhard Marcks, J.J.P. Oud, Gerrit Rietveld, Mies van der Rohe, Wilhelm Wagenfeld, Alvar Aalto, Mario Bellini, Hermann Gretsch, Hans Gugelot, Arne Jacobsen, Margarete Jahny, Vico Magistretti, Ingo Maurer, Jasper Morrison, Isamu Noguchi, Christa Petroff-Bohne, Dieter Rams oder Richard Sapper.

## Verfügbarkeit
Die Sammlung Ludewig ist zurzeit nicht ausgestellt. Im Neubau des Bauhaus-Museums Weimar wird sie zukünftig einen Schwerpunkt der musealen Präsentation bilden und den Blick auf 200 Jahre der angewandten Kunst und des Design erweitern. Die typographischen Bestände der Sammlung verwahrt die Herzogin Anna Amalia Bibliothek.